# Aleksandar Rašić
Aleksandar Rašić (in serbo Александар Рашић?; Šabac, 16 marzo 1984) è un ex cestista serbo.

## Carriera
Ha conquistato quattro differenti campionati nazionali europei, compreso uno di Serie A italiana con Siena.
Con la Serbia ha disputato i Campionati mondiali del 2010 e i Campionati europei del 2011.

## Palmarès
- Campionato tedesco: 1

Alba Berlino: 2007-08
- Campionato serbo: 2

Partizan Belgrado: 2008-09, 2009-10
- Campionato italiano: 1 (revocato)

Mens Sana Siena: 2012-13
- Campionato rumeno: 1

U. Cluj-Napoca: 2016-17
- Coppa di Serbia e Montenegro: 1

FMP Železnik: 2005
- Coppa di Serbia: 3

FMP Železnik: 2007
Partizan Belgrado: 2009, 2010
- Coppa Italia: 1 (revocato)

Mens Sana Siena: 2013
- Coppa di Romania: 1

U. Cluj-Napoca: 2017
- Lega Adriatica: 3

FMP Železnik: 2005-06
Partizan Belgrado: 2008-09, 2009-10